# Eugène Cougnet
Eugène Cougnet (Ledeberg 1 augustus 1892 - 1945) was een Belgisch leraar en lid van het Belgisch verzet in de Tweede Wereldoorlog.

## Biografie
Cougnet leidde in Heide een kostschool. In 1939 verhuisde de school naar de kasteelboerderij Château de Bassines in Méan (Havelange). 
In het tehuis werd tijdens de Tweede Wereldoorlog wapens, en tientallen werkweigeraars en Joden verborgen, in samenwerking met het Geheim Leger. De ondergedokenen werden onder meer ingezet als (hulp)leraars, wat hun aanwezigheid verklaarde.
Na verraad werd op 25 oktober 1943 iedereen gearresteerd door de Feldgendarmerie. De wapens werden niet gevonden. De verrader werd later doodgeschoten door de Witte Brigade.  Cougnet werd gedeporteerd naar het concentratiekamp Groß Rosen, waar hij onder meer Léon Halkin ontmoette. Cougnet overleefde de deportatie niet; hij stierf in 1945 tijdens de overbrenging van de gevangenen door Duitse soldaten naar Bergen-Belsen.
Op 4 december 1983 verleende het Yad Vashem Cougnet de titel Rechtvaardige onder de Volkeren.
Op 8 mei 1995 werd vlak bij de kerk van Méan (Havelange) een gedenkplaat te zijner ere onthuld.